# Verordnung (EU) 2023/2859
Mit der Verordnung (EU) 2023/2859 des Europäischen Parlaments und des Rates vom 13. Dezember 2023 zur Einrichtung eines zentralen europäischen Zugangsportals für den zentralisierten Zugriff auf öffentlich verfügbare, für Finanzdienstleistungen, Kapitalmärkte und Nachhaltigkeit relevante Informationen regelt die EU die Einrichtung eines zentralen europäischen Zugangsportals (European Single Access Point – ESAP) durch die Europäische Wertpapier- und Marktaufsichtsbehörde (ESMA) bis zum 10. Juli 2027.
Das Zugangsportal wird ein von der Aufsichtsbehörde betriebenes Internetportal sein, das ab dem 10. Juli 2027 einen zentralisierten elektronischen Zugang zu diversen Informationen von Unternehmen und anderen Emittenten bieten soll. Die über den ESAP öffentlich zugänglich zu machenden Informationen werden von sogenannten nationalen Sammelstellen erhoben und an den ESAP übermittelt. Zu deren Aufgaben gehören neben dem Sammeln auch das Speichern und Überprüfen der von Unternehmen und Institutionen übermittelten Informationen.
Neben der ESAP-Verordnung werden durch folgende Rechtsakte weitere Details zum ESAP bzw. den Lieferpflichten der Emittenten gegenüber dem ESAP geregelt:
- Richtlinie (EU) 2023/2864 des Europäischen Parlaments und des Rates vom 13. Dezember 2023 zur Änderung bestimmter Richtlinien in Bezug auf die Einrichtung und die Funktionsweise des zentralen europäischen Zugangsportals[3]
- Verordnung (EU) 2023/2869 des Europäischen Parlaments und des Rates vom 13. Dezember 2023 zur Änderung bestimmter Verordnungen in Bezug auf die Einrichtung und die Funktionsweise des zentralen europäischen Zugangsportals[4]

Die Europäische Kommission hatte bereits im September 2020 vorgeschlagen, den Zugang der Öffentlichkeit zu finanziellen und nichtfinanziellen Informationen von Unternehmen durch die Einrichtung eines zentralen Zugangs zu verbessern. Mit der ESAP-Verordnung soll die Öffentlichkeit nunmehr einen einfachen zentralisierten Zugang zu Informationen über Unternehmen und ihre Produkte erhalten, die in Bezug auf Finanzdienstleistungen, Kapitalmärkte, Nachhaltigkeit und Vielfalt von Belang sind.